# Sveta Nedelja (żupania zagrzebska)
Sveta Nedelja (dawniej Sveta Nedjelja, Nedjelja) – miasto w Chorwacji, w żupanii zagrzebskiej, siedziba miasta Sveta Nedelja. W 2011 roku liczyło 1338 mieszkańców.
Leży na wysokości 145 m n.p.m., 6 km na wschód od Samoboru i 24 km na zachód od Zagrzebia. Przebiega przez nią autostrada z Zagrzebia do Lublany.
Miejscowa gospodarka oparta jest na rolnictwie: uprawie winorośli oraz hodowli trzody chlewnej i bydła.